# 96612 Litipei
96612 Litipei este o planetă minoră (asteroid), cu un diametru de 2,104 km, din centura de asteroizi. A fost descoperită pe 5 februarie 1999 la Xinglong Station⁠(d) de Beijing Schmidt CCD Asteroid Program⁠(d). 
Obiectul prezintă o orbită caracterizată de o semiaxă mare de 2,1793887194037 UAi, o excentricitate de 0,097973802256603, o înclinație de 2,445442733346 ° în raport cu ecliptica.